# Újireg
Újireg község a Dél-Dunántúli régióban, Tolna vármegyében, a Tamási járásban.

## Fekvése
A Dunántúli-dombságban, a vármegye északnyugati részén fekszik, Szekszárdtól, a megyeszékhelytől mintegy 60 kilométerre. A legközelebbi települések Iregszemcse, Nagykónyi és Tamási, de nincs messze a Balaton sem: Siófok alig 30 kilométerre található.

## Megközelítése
Közúton a Nagykónyit Iregszemcsével (a 61-es főutat a 65-ös főúttal) összekötő 651-es főúton érhető el, Tamásiból alsóbbrendű önkormányzati út vezet a település felé. A község központjába csak a 651-es útból kiágazó 65 151-es út vezet.
A közúti tömegközlekedést a Volánbusz autóbuszai végzik; vasútvonal nem érinti a települést.

## Története
A település 1949-ben alakult Iregszemcsének Muthpuszta és Nagykónyinak Kulcsármajor nevű részeiből, először Jásztelepszállás, majd Újireg néven. A középkori Muth szerepel az 1333-as pápai tizedjegyzékben. Az 1572-es török adójegyzék szerint a simontornyai szandzsákba tartozott, de a török kiűzésének idejére teljesen elpusztult.
Az 1930-as évek elején Jászárokszállásról jászok érkeztek az akkor már ismét benépesülni kezdő pusztára.
1966 és 1990 között Iregszemcsével közös tanács irányítása alá tartozott, azóta önálló.

## Közélete

### Polgármesterei
- 1990–1994: Fazekas Ferencné (független)[3]
- 1994–1998: Fazekas Ferencné (független)[4]
- 1998–2002: Tóth Márton (független)[5]
- 2002–2006: Tóth Márton (független)[6]
- 2006–2010: Jankó Róbert (független)[7]
- 2010–2014: Jankó Róbert (független)[8]
- 2014–2019: Pethes József (független)[9]
- 2019–2024: Pethes József (független)[10]
- 2024– : Pethes József (független)[1]

Az önkormányzat címe: 7095 Újireg, Kossuth utca 1., telefon- és faxszáma: 74/480-305, e-mail címei: ujiregonkhiv@freemail.hu és ujireg@polghiv.tolnamegye.hu, hivatalos honlapja: www.ujireg.hu.

## Népesség
A település népességének változása:
| Lakosok száma | 279  | 284  | 280  | 251  | 244  | 253  | 244  |
|               | 2013 | 2014 | 2015 | 2021 | 2022 | 2023 | 2024 |

A lakosság kb. 97%-a magyar nemzetiségűnek vallotta magát, míg kb. 3%-a nem válaszolt 2001-ben a népszámláláskor.
A 2011-es népszámlálás során a lakosok 94,5%-a magyarnak, 7,6% cigánynak, 2,9% németnek mondta magát (3,6% nem nyilatkozott; a kettős identitások miatt a végösszeg nagyobb lehet 100%-nál).
2022-ben a lakosság 91,8%-a vallotta magát magyarnak, 6,1% cigánynak, 2,9% németnek, 2,9% egyéb, nem hazai nemzetiségűnek (7,4% nem nyilatkozott; a kettős identitások miatt a végösszeg nagyobb lehet 100%-nál). 

## Vallás
A 2001-es népszámlálás adatai alapján a lakosság kb. 76,5%-a római katolikus, kb. 2%-a református vallású. Nem tartozik egyetlen egyházhoz vagy felekezethez sem, illetve nem válaszolt kb. 21,5%.
2011-ben a vallási megoszlás a következő volt: római katolikus 71,3%, református 4%, evangélikus 0,7%, felekezeten kívüli 12,4% (11,3% nem nyilatkozott).
2022-ben vallása szerint 43,9% volt római katolikus, 0,4% evangélikus, 0,8% egyéb keresztény, 1,2% egyéb katolikus, 22,1% felekezeten kívüli (31,6% nem válaszolt).

### Római katolikus egyház
A Pécsi egyházmegye (püspökség) Tamási Esperesi Kerületéhez tartozik. Nem önálló, az Iregszemcsei plébánia filiája. Római katolikus templomának titulusa: A Szent Kereszt felmagasztalása.

### Református egyház
A Dunamelléki Református Egyházkerület (püspökség) Tolnai Református Egyházmegyéjébe (esperesség) tartozik. Nem önálló anyaegyházközség, csak szórvány.

### Evangélikus egyház
A Déli Evangélikus Egyházkerület (püspökség) Tolna-Baranyai Egyházmegyéjében (esperesség) lévő Tamási és Környéke Evangélikus Egyházközséghez tartozik, mint szórvány.

## Látnivalók
- Római katolikus (Szent Kereszt-) templom: 1993-ban épült.
- Második világháborús emlékmű: 1992-ben készült.
- Helytörténeti gyűjtemény
- Jász emlékhely: 2000-ben, a jászok idetelepedésének 70. évfordulóján avatták fel.
- Zichy-kúria: A 20. század végén épült.

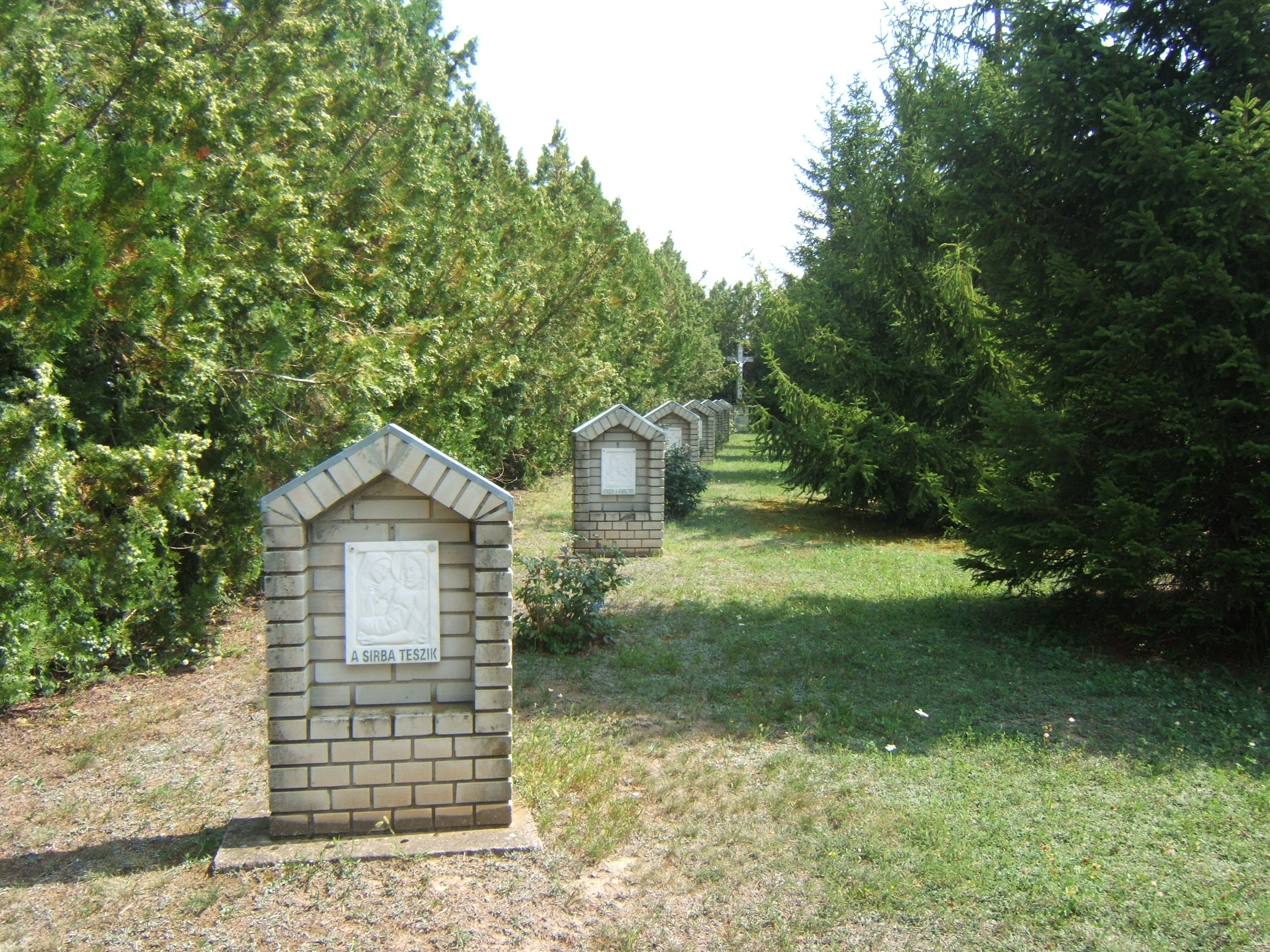
Kálvária
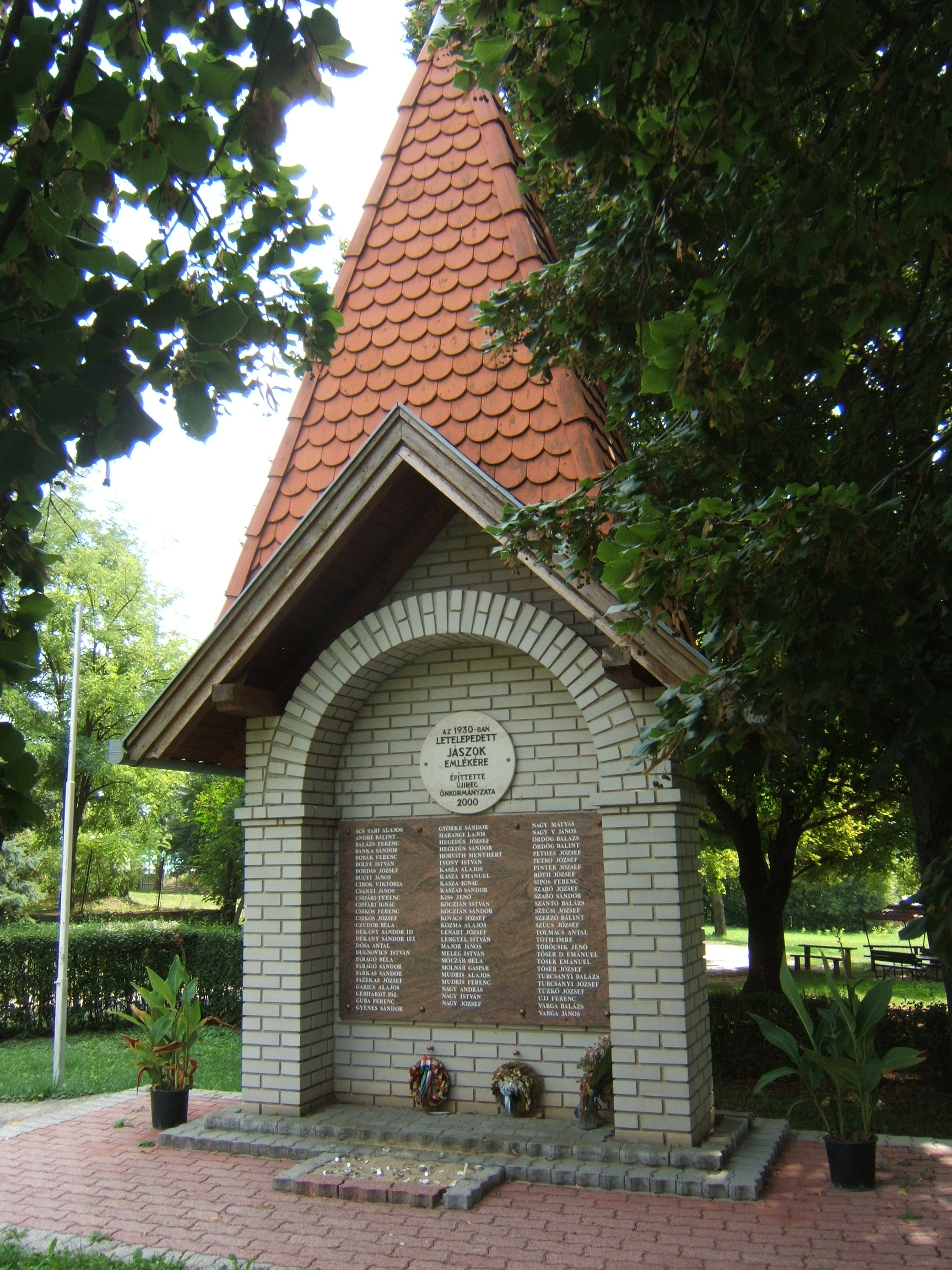
A jászok emlékműve
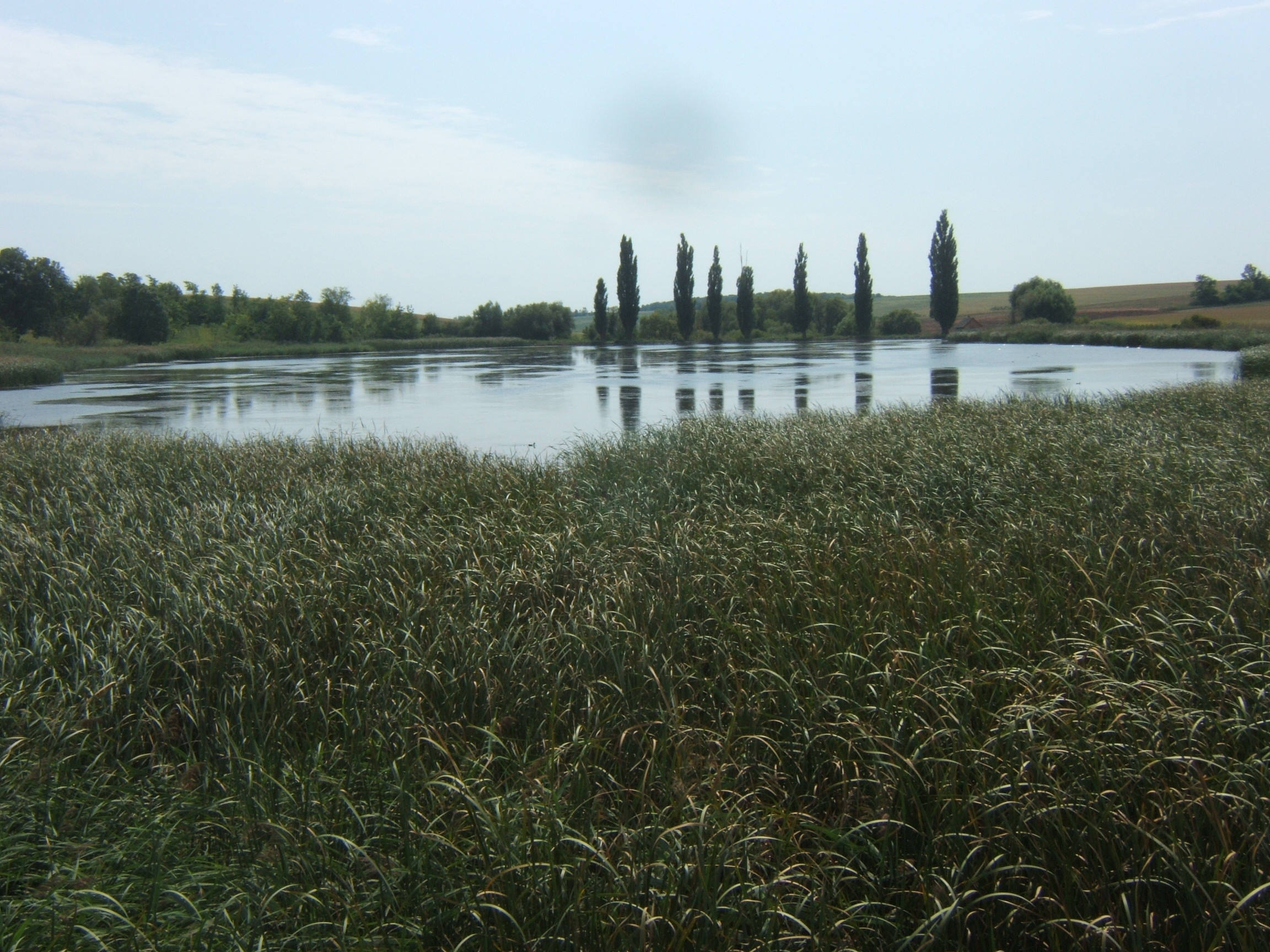
Tó

## Sport
A község labdarúgó-csapata 2004-ben alakult.

## Rendezvények
- Majális: május 1
- Falunap: július utolsó hétvégéje.
- Búcsú: szeptember 2. vasárnapja.

## Külső hivatkozások
- Újireg térképe Archiválva 2016. március 5-i dátummal a Wayback Machine-ben